# 卡默朗公園 (加利福尼亞州)
卡默朗公園（英語：Cameron Park）是位於美國加利福尼亞州埃爾多拉多縣的一個人口普查指定地區。它是薩克拉門托都市地区的一部分。2020年人口普查时其居民数为1万9171人，2010年时为1万8228人。卡默朗公園位于北加利福尼亞州內華達山脈山麓，位于沙加緬度以东约50千米，南太浩湖以西约110千米处。

## 地理
卡默朗公園的座標為38°40′08″N 120°59′14″W / 38.66889°N 120.98722°W，而該地最高點為海拔高度365米（即1198英尺）。
卡默朗公園位于中央谷地以东的内浓密常绿阔叶灌丛区。

## 历史
居住在今天卡默朗公园地区的美國原住民是说南方迈杜语的人。今天在卡默朗公園及其附近依然可以看到原住民留下的巨石和坟堆。1950年代里莱瑞·卡默朗在山麓买下2000公顷地开发，首先在这里建立了一座农场，后来开发住房、一个高尔夫球场、一座湖，多座公园和一座小机场。从此开始当地的地面被不断分成小的地块，地的使用从农场大的地产到中级甚至高密度的居民住区不同。
今天卡默朗公園有农庄、别墅、公寓和商业建筑。根据2020年的人口普查卡默朗公園有7748座住宅。

## 地理和气候
据美国人口普查局数据卡默朗公園的面积为29平方千米，其中29平方千米陆地面积，0.26平方千米水域面积（0.62%）。它是离松山生态保护区最近的居民区。当地土生的植物包括大量紫荆属和其它灌木以及许多灌木林。土生的树包括灰松、栎树以及在高处西黄松。卡默朗公園的高度在海拔370米和440米之间，它的东部位于內華達山脈的降雪区内。
夏季一般炎热干枯，日平均气温在摄氏32到38度之间，有时可以达到43度以上。夏季可以非常干旱，雷雨或季风会在南部和内部有小量影响。相对于谷地夜晚的温度比较低，由于它的高度总的来说它的温度比谷地里低数度。整个加州秋季炎热非常干燥，卡默朗公園也不例外。冬季一般冷和多雨，最高温度在摄氏4到16度之间，偶尔会低于0度。每数年卡默朗公園会偶尔降雪。
卡默朗公園的土壤是红色的，有粘土的质性，不是当地的植物在那里栽培时一般需要拌入其它土壤成分才能生长。当地的岩床由輝長岩型的火山岩组成，土壤虽然有粘土质性，但是营养丰富。
| 卡默朗公園（海拔365米） | 卡默朗公園（海拔365米） | 卡默朗公園（海拔365米） | 卡默朗公園（海拔365米） | 卡默朗公園（海拔365米） | 卡默朗公園（海拔365米） | 卡默朗公園（海拔365米） | 卡默朗公園（海拔365米） | 卡默朗公園（海拔365米） | 卡默朗公園（海拔365米） | 卡默朗公園（海拔365米） | 卡默朗公園（海拔365米） | 卡默朗公園（海拔365米） | 卡默朗公園（海拔365米） |
| 月份                    | 1月                     | 2月                     | 3月                     | 4月                     | 5月                     | 6月                     | 7月                     | 8月                     | 9月                     | 10月                    | 11月                    | 12月                    | 全年                    |
| ----------------------- | ----------------------- | ----------------------- | ----------------------- | ----------------------- | ----------------------- | ----------------------- | ----------------------- | ----------------------- | ----------------------- | ----------------------- | ----------------------- | ----------------------- | ----------------------- |
| 平均高温 °F（°C）       | 55.0 (12.8)             | 59 (15)                 | 63.0 (17.2)             | 69.1 (20.6)             | 77 (25)                 | 88 (31)                 | 93.7 (34.3)             | 93.2 (34.0)             | 88.0 (31.1)             | 77 (25)                 | 64 (18)                 | 55 (13)                 | 73.5 (23.1)             |
| 日均气温 °F（°C）       | 46.0 (7.8)              | 48.9 (9.4)              | 53.1 (11.7)             | 57.0 (13.9)             | 64.0 (17.8)             | 71.1 (21.7)             | 77 (25)                 | 75.99 (24.44)           | 72.00 (22.22)           | 63.0 (17.2)             | 52.0 (11.1)             | 46.0 (7.8)              | 60.51 (15.84)           |
| 平均低温 °F（°C）       | 41 (5)                  | 43.0 (6.1)              | 45.0 (7.2)              | 48.0 (8.9)              | 53.1 (11.7)             | 60.1 (15.6)             | 64.9 (18.3)             | 64.0 (17.8)             | 60.1 (15.6)             | 54.0 (12.2)             | 46.0 (7.8)              | 41 (5)                  | 51.7 (10.9)             |
| 来源：NOAA              |                         |                         |                         |                         |                         |                         |                         |                         |                         |                         |                         |                         |                         |

## 人口
| 调查年                     | 人口   | 备注 | %± |
| -------------------------- | ------ | ---- | -- |
| 2020                       | 19,171 |      | —  |
| U.S. 2020 Decennial Census |        |      |    |

### 2020年
根据2020年美國人口普查数据卡默朗公園有1万9171名居民。人口密度为每平方千米629.7人。其中1万6242人是美国白人（88.2%）、143人是非裔美国人（0.9%）、194人是美洲土著人（1.1%）、425人是亚裔美国人（2.3%）、36人是太平洋土著人（0.2%）、461人是其他人种（2.5%）、727人是混血（4.0%）。西班牙裔或其他拉丁美洲裔的人占17%。
5岁以下的儿童占4.4%、79%的居民在18岁以上、23%的居民在65岁或以上。居民平均年龄为45.3年。
卡默朗公園有7748个户，误差为260户。区内有5121个家庭（73.2%的户），平均每个家庭有3.00人。
人均年收入为7万9814美元，误差为5265美元。

### 2010年
根據2010年美國人口普查的數據，當地共有人口18228人，而人口密度為每平方千米1,630人。卡默朗公園居民中1万6242人是白人（89.1%）、143人是非裔美国人（0.8%）、194人是美洲原住民（1.1%）、425人是亚裔美国人（2.3%）、36人是太平洋原住民（0.2%）、461人是其他人种（2.5%）、727人是混血（4.0%）。西班牙裔或拉丁美洲裔的人数为2056人（11.3%）。平均每户2.61人。
普查时1万8222人居住在自己的户内，6人居住在非收容集体宿舍，无人被收容。2512个户（35.9%）有18岁以下的未成年人、3975个户（56.8）是结婚夫妇、790个户（11.3%）是寡妇、356个户（5.1%）是寡夫。当地有390个异性未结婚关系（5.6%）组成的户和41个同性户（0.6%）。1465个户是单身（20.9%），622个户里有65岁以上的老年人（8.9%）。
4576人在18岁以下（25.1%）、1502人在18到24岁之间（8.2%）、4162人在25到44岁之间（22.8%）、5358人在45到64岁之间（29.4%）、2630人在65岁或以上（14.4%）。居民平均年龄为40.6岁。女子对男子的性别比为100：94.3。成年人的性别比为100：92.1。不被出租的房屋的空房率为2.0%，租房的空房率为14.6%。
区内的7610个住宅里有6993个是住人的，其中4768是主人住在里面（68.2%），2225个是出租的（31.8%）。1万2566人（68.9%的居民）住在自己的房子里，5656人（31.0%）租房。

## 政府
在加利福尼亞州議會卡默朗公園属于加州第一参议院选区，其议员是共和党人布莱恩·戴尔，它属于第6众议院选区，其议员是民主党人凯文·卖卡提。
在联邦议会选举中卡默朗公園属于加州第5众议院选区，其议员是共和党人湯姆·麥克林托克。
当地的社群服务区由一个被选举的理事会协助管理，为地方提供许多项目和服务，其中包括救火和急救服务、当地政府管理、治安、休闲服务以及卫生和设施管理服务等。

## 运输
卡默朗公園有当地的公共汽车服务，其中包括50次去往附近火车站的快车。
美鐵巴士20C路车每天有班车在沙加緬度谷地车站（西头）和南太浩湖（东头）之间运行，在卡默朗公園和其它一些地方停车。许多住宅有机库，里面有私人飞机，居民可以直接开自己的飞机去上班。

## 名胜
卡默朗公園的街道非常宽阔，可以用来做飞机的滑行道，它们从居民区通向附近的机场。卡默朗机场是一座公共机场，在当地有经济重要性。
在机场边上是人工开发的卡默朗公園湖。湖的面积约4公顷，湖边有一条步行道、周边有野餐区、租船、网球场和儿童游戏区。湖里有乌龟和水鸟，社群服务区时常在湖里放鱼。
每年美国独立日节日周期在卡默朗公園湖举办“夏庆”。从1999年开始这个庆祝向参加者提供娱乐、饮食和烟火表演。每年在卡默朗公園湖还举办烧烤庆祝。

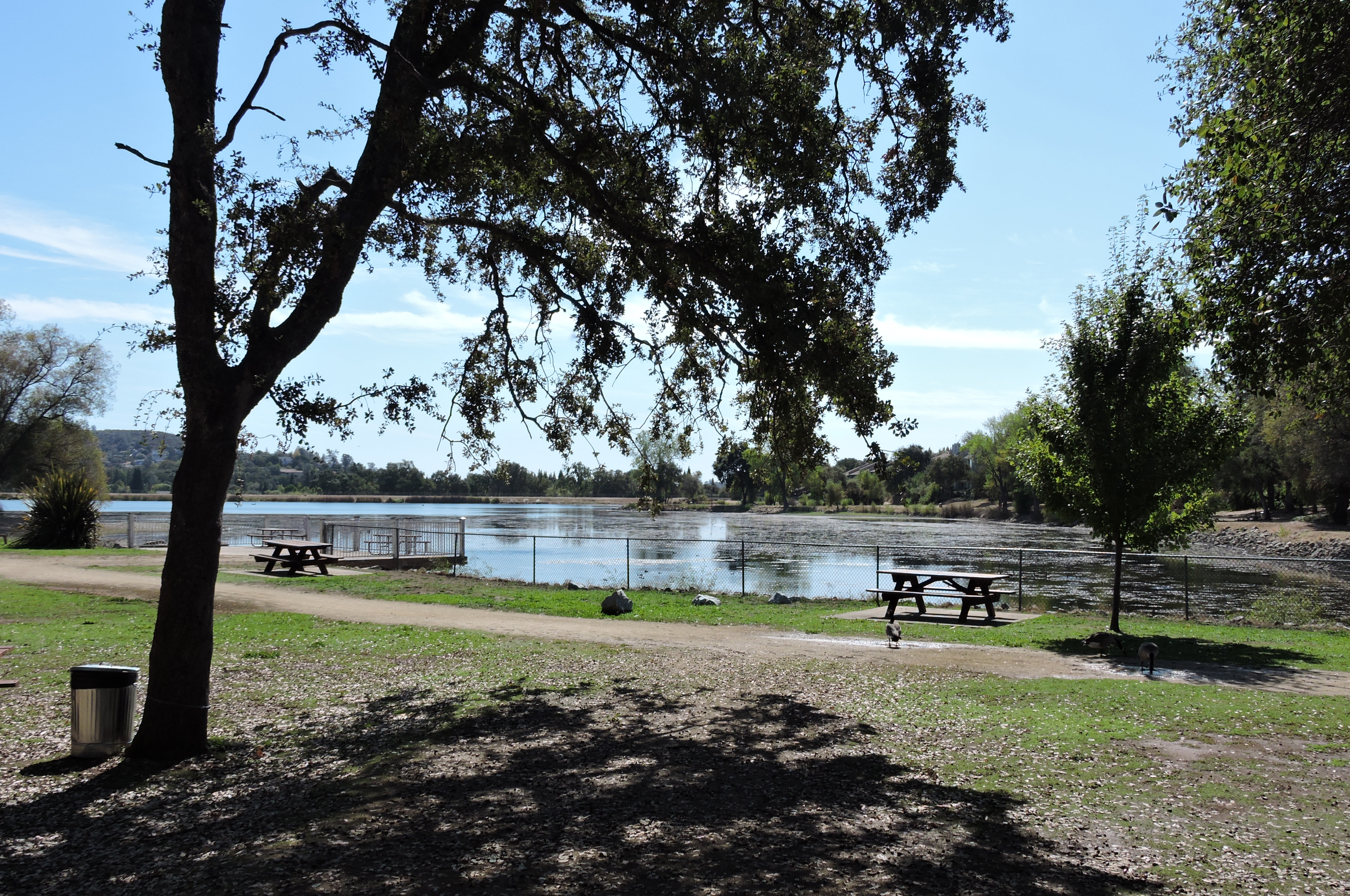
卡默朗公園湖

过去许多去太浩湖的旅游者在卡默朗公園的山姆城停留。这个饭店和娱乐中心位于50号高速公路上，但是2002年被拆除，今天那里是一个商店。仅仅一块纪念牌留下说明它过去的存在。
从绿谷街和卡默朗公園街的交叉口可以看到1860年代初的斯金纳葡萄园和葡萄酒庄园的一部分。今天仅仅部分地窖和一小部分蒸馏墙以及庄园家族的墓地还留下。墓地上有庄园创办人夫妇及其三个儿子的墓。墓地位于交叉口以西的一座小丘上，在一座披萨店后面。由于时间和破坏仅一些墓碑和剩余的围栏留下。卡默朗公園还有一些其它“先驱”的墓地。
卡默朗公園内有一联邦级的卫生中心，其服务包括一般内科、牙科、药科、预防和保健、免疫、行为健康以及感冒和肺科免疫。

## 知名公园
卡默朗公園有一些大的家庭友好的公园。拉斯姆森公园里有棒球和足球场。除球场外公园里有一小溪，一小桥跨越小溪，一条一英里长的步行和跑步道路以及两座儿童游戏场。
卡默朗公園湖地区有一人工湖。一条步行小径环绕湖。公园里有一飞碟高尔夫场地、网球场、可以钓鱼、小商店、大面积的野餐和观察野生动物的地方。进公园需要买门票。